# António Pereira da Cunha e Castro Lobo
António Pereira da Cunha e Castro Lobo (Viana do Castelo, 9 de Abril de 1819 – Lisboa, 18 de abril de 1890), Fidalgo da Casa Real (Alvará de 4 de Fevereiro de 1825), senhor da Casa Grande e da Torre da Cunha em Paredes de Coura, do Morgado dos Lobos em Monção, foi um político, poeta, professor, romancista, jornalista e dramaturgo português.

## Biografia
Morava no chamado Castelo de Portuzelo, em Santa Marta de Portuzelo, e o qual foi o autor do sua radical transformação arquitetónica.
Iniciou a sua carreira literária aos 13 anos em Viana do Castelo.
Ao longo do tempo participou em várias publicações literárias, como na Crónica Literária da Nova Academia Dramática, no Trovador, em Coimbra e na Revista Universal Lisbonense. Quando foi viver para Lisboa participou no Jornal miguelista, A Nação. Produziu poesia e prosa romântica, no entanto dedicou-se igualmente à literatura teatral, onde foi autor de peças que estiveram em cena no teatro da Rua dos Condes e no teatro D. Maria II.

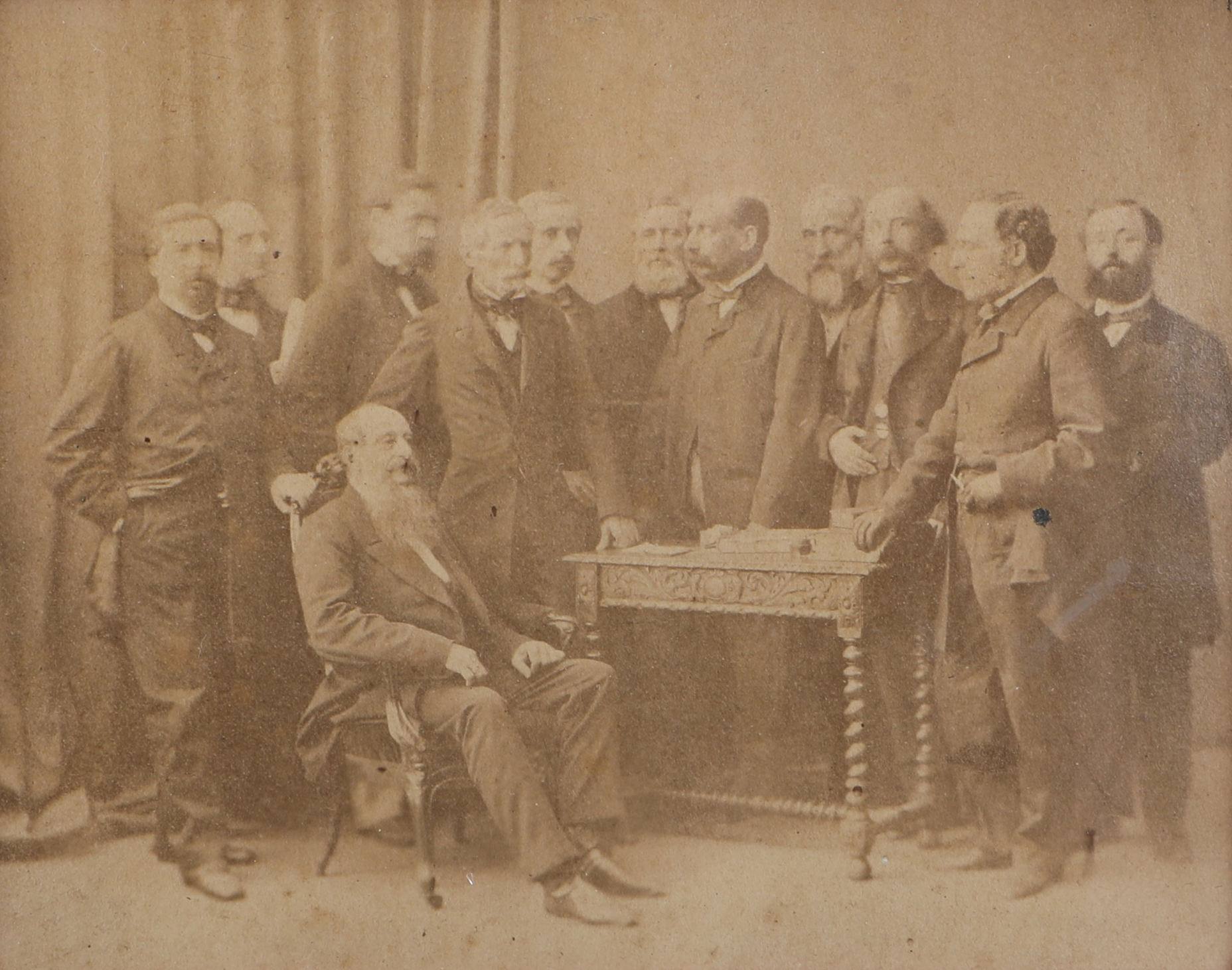
D. Miguel I de Portugal, no exílio, tendo à volta um grupo de legitimistas mostrando o seu apoio. Vêem-se as seguintes individualidades, da esquerda para a direita: João de Lemos Seixas Castelo Branco; Dr. Carlos Zeferino Pinto Coelho; Conde de Avintes (Marquês de Lavradio); Conde de Bobadela; Marquês de Abrantes; José Izidoro Mouzinho; Francisco de Lemos; António Joaquim Ribeiro Gomes de Abreu; António Pereira da Cunha; Conde de São Martinho e António Pinto Saraiva. Londres, c. 1862.

Tornou-se militante do Partido Legitimista do Alto Minho. Entre 1856 e 1861 foi eleito deputado por Viana (que não tomou posse por se recusar, como outros partidários de el-rei D. Miguel, em prestar o juramento estabelecido na Lei).
Foi deputado pelo Partido Legitimista de Portugal; colaborou em O Trovador (1851-1856), periódico de inspiração ultrarromântica, bem como mais tarde em o Novo Trovador, que pretendeu continuar a tradição do anterior.
Foi fundador e presidente da Associação Fraternal dos Artistas Vianeses. Era também sócio do Instituto de Coimbra, membro do Conservatório Real de Lisboa, presidente da Sociedade Artística de Música de Viana do Castelo. Fez igualmente parte, como membro, da Sociedade Pública d’Agricultura e Comércio da Província do Minho cujo projeto para a sua constituição acabou por não ir avante.

## Obra
- «Contos da Minha Terra» (1843)
- «Os Quatro Irmãos» (1846)
- «As Duas Filhas» (1843)
- «A Moira de Santa Luzia» (1844)
- «Tradição da Minha Terra» (1844)
- «Pecado em noite Benta, Crónica Bracarence» (1844)
- O Governo nas mãos do vilão (1844)[7]
- «Brazia Parda» (1848)
- «Herança do Barbadão» (1848)
- «Não! Resposta Nacional às Pretensões Ibéricas» (1857)
- «Brios Heroicos de Portuguezas» (1861)[8]
- «Pedro, poesia oferecida a Sua Santidade, o papa Pio IX (1864)»[8]
- «Cancioneiro de João de Lemos» (1867)[9]
- «Martim Moniz», romance histórico em verso.
- «A Filha por um cavalo», romance histórico em verso
- «D. Leonor de Mendonça», drama em três actos.
- «Victor Hugo em Guimarães», comédia em um acto, em prosa.
- «Companhia monstro», comédia em três actos, em prosa.
- «Um poeta no tempo d´el-rei D. João V», comédia e três actos, em prosa
- «Vasconcelos», «Leites», «Pintos» e «Botados», romances heráldicos em verso tirados destes apelidos.[8]

Conhece-se ainda a narrativa, «Passeios na Póvoa», escrita em co-autoria com João de Azevedo e João Machado Pinheiro.

## Dados genealógicos
Filho de Sebastião Pereira da Cunha, Coronel de Milícias de Viana, comandante com distinção de um batalhão da União durante a Guerra Peninsular e Maria Amália das Necessidades de Almada Pereira Cirne Peixoto (1847 - 1881), filha dos 3.ºs Condes de Almada, Lourenço José Maria de Almada Abreu Pereira Cirne e Maria Rita Machado de Castelo-Branco Mendonça e Vasconcelos, filha terceira dos 1.ºs conde da Figueira.
Casou com D. Ana de Agorreta Pereira de Miranda Veloso, filha de António de Agorreta Pereira de Miranda Veloso, senhor do Paço de Anha, em Viana, e de sua mulher D. Maria Bárbara Felicíssima de Pádua de Sousa Godinho, natural de Pombal.
Casado em 26 de Abril de 1848 com:
- D. Maria Ana Isabel Apolónia Machado de Mendonça Eça Castelo Branco (Palácio de Santo André, Lisboa, 9 de fevereiro de 1826 - Lisboa, 26 de Junho de 1907), filha dos 1.ºs condes da Figueira.[1]

Tiveram:
- Sebastião Maria do Carmo Filomena Pereira da Cunha e Castro Lobo (9 de Fevereiro de 1850 - 16 de Setembro de 1896, fidalgo-cavaleiro da Casa Real, deputado da Nação, herdeiro da Casa de seu pai, igualmente político e poeta, casado com D. Maria Amália das Necessidades de Almada Pereira Cirne Peixoto (18 de Outubro de 1847 - 3 de Março de 1881[12]), filha dos 3.ºs Condes de Almada,[9] Lourenço José Maria de Almada Abreu Pereira Cirne e D. Maria Rita Machado de Castelo-Branco Mendonça e Vasconcelos.
- D . Maria Amália Pereira da Cunha, nasceu a 20 de Abril de 1851 e casou, a 28 de Novembro de 1878, com Manuel Pais de Sande e Castro.[13] Com geração.
- D. Ana Maria do Carmo Pereira da Cunha (12 de abril de 1853 - 4 de Novembro de 1897) que casou duas vezes. A primeira José Augusto de Lima e Lemos, fidalgo da Casa Real, filho de Pedro José de Matos Gois Caupers. A segunda com António Luís Cardoso de Meneses Barreto (6 de Novembro de 1852 - 25 de Agosto de 1896), filho segundo de Manuel Carlos Cardoso de Meneses da Fonseca Barreto, senhor da Casa da Portela, em Guimarães, e de sua mulher D. Teresa Maria de Azevedo e Barros Faria Couto, senhora da Casa do Vinhal em Vila Nova de Famalicão.[9]